# Calling All Cars (videojoc)
Calling All Cars (també Calling All Cars!) és un videojoc descarregable pel PlayStation Store creat per David Jaffe, creador del God of War. Va ser llançat el 10 de maig del 2007 per US$10 als EUA.

## Jugabilitat
Calling All Cars és similar a Twisted Metal, però té una pinzellada del NBA Jam.
L'objectiu del videojoc és capturar a convictes mentre es lluita contra tres altres caçadors de recompenses que intenten capturar els criminals. El videojoc ofereix un mode en línia a pantalla partida.